# Theodor Ghițescu
Theodor Ghițescu (ur. 24 stycznia 1934 w Bukareszcie, zm. 22 listopada 2008) – rumuński szachista, arcymistrz od 1986 roku.

## Kariera szachowa
W połowy lat 50. do połowy 80. XX wieku należał do ścisłej czołówki rumuńskich szachistów. W czasie swojej kariery siedmiokrotnie zdobywał medale indywidualnych mistrzostw Rumunii: jeden złoty (1963), cztery srebrne (1961, 1972, 1975, 1977) i dwa brązowe (1959, 1971).
Wielokrotnie reprezentował Rumunię w turniejach drużynowych, m.in.:
- dwunastokrotnie na olimpiadach szachowych (w latach 1956, 1960, 1962, 1964, 1966, 1968, 1970, 1972, 1974, 1978, 1980, 1984)[2],
- na drużynowych mistrzostwach świata (w roku 1985)[3],
- trzykrotnie na drużynowych mistrzostwach Europy (w latach 1965, 1973, 1977)[4],
- trzykrotnie na drużynowych mistrzostwach świata studentów (w latach 1956, 1957, 1958)[5],
- trzynastokrotnie na drużynowych mistrzostwach Bałkanów (w latach 1971, 1972, 1973, 1975, 1976, 1977, 1978, 1979, 1980, 1981, 1984, 1985, 1986); trzynastokrotny medalista: wspólnie z drużyną – dwukrotnie złoty (1971, 1977), pięciokrotnie srebrny (1973, 1978, 1980, 1981, 1985) i sześciokrotnie brązowy (1972, 1975, 1976, 1979, 1984, 1986)[6].

Wielokrotnie startował w turniejach międzynarodowych, sukcesy odnosząc m.in. w Zinnowitz (1964, dz. II m. za Burkhardem Malichem, wspólnie z Vlastimilem Jansą, Peterem Dely i Jackiem Bednarskim), Beverwijk (1966, turniej B, I m.), Amsterdamie (1966, turniej IBM-B, dz. I m. wspólnie z Jensem Enevoldsenem i Eddie Schollem), Reykjaviku (1970, II m. za Gudmundurem Sigurjonssonem), Wijk aan Zee (1973, turniej B, I m.), Bukareszcie (1976, I m.; 1979, dz. II m. za Markiem Tajmanowem, wspólnie z Mihai Șubą i Victorem Ciocalteą), Zalaegerszeg (1979, III m. za Laszlo Vadaszem i Laszlo Barczayem) i w Rzymie (1985, turniej B, za Vladimirem Bukalem, wspólnie z Gianlazzaro Sanną).
W 1961 r. otrzymał tytuł mistrza międzynarodowego, natomiast w 1986 r. Międzynarodowa Federacja Szachowa przyznała mu – w uznaniu osiągnięć z przeszłości – honorowy tytuł arcymistrza.
Najwyższy ranking w karierze osiągnął 1 lipca 1971 r., z wynikiem 2460 punktów dzielił wówczas miejsce 2. miejsce (za Florinem Gheorghiu, wspólnie z Victorem Ciocâlteą) wśród rumuńskich szachistów. W 2001 r. zakończył szachową karierę, w następnych latach rozgrywając zaledwie kilkanaście partii klasyfikowanych przez FIDE.